# Udsholt Strand
Udsholt Strand is een kustplaats in de Deense regio Hovedstaden, gemeente Gribskov, en telt 1195 inwoners (2007).